# Кученце
Кученцето (Antirrhinum), известно също като антиринум, зейка, лъвска муцунка или хаджийче е род едногодишни за българския климат растения с изправено стъбло с класове от тръбести цветове, които се отварят, като ги стиснеш. На височина обикновено достига около 45 cm, но има високи сортове до около 90 cm, които се нуждаят от подпорки, за да растат изправени, а също сортове джуджета, високи около 10 cm. Цъфти от юли до октомври в различни багри – бяло, жълто, розово, оранжево, червено. Произхожда от Южна Азия.
В България най-често се отглежда видът Antirrhinum majus. Популярни сортове са: Supreme Double (с накъдрени цветове), Coronette (много издръжливи на лоши атмосферни условия), Rembrandt (едноцветни), Trumpet Serenade (с отворени цветове) и др.

## Видове
Секция Antirrhinum
- Antirrhinum australe
- Antirrhinum barrelieri
- Antirrhinum boissieri
- Antirrhinum braun-blanquetii
- Antirrhinum charidemi
- Antirrhinum graniticum
- Antirrhinum grosii
- Antirrhinum hispanicum
- Antirrhinum latifolium
- Antirrhinum lopesianum
- Antirrhinum majus
- Antirrhinum meonanthum
- Antirrhinum microphyllum
- Antirrhinum molle
- Antirrhinum onubensis
- Antirrhinum pertegasii
- Antirrhinum pulverulentum
- Antirrhinum rupestre
- Antirrhinum sempervirens
- Antirrhinum siculum
- Antirrhinum spurium
- Antirrhinum valentinum

Секция Orontium
- Antirrhinum calycinum
- Antirrhinum orontium

Секция Saerorhinum
- Antirrhinum breviflorum
- Antirrhinum confertiflorum
- Antirrhinum cornutum
- Antirrhinum costatum
- Antirrhinum coulterianum
- Antirrhinum fernandezcasasii
- Antirrhinum filipes
- Antirrhinum kelloggii
- Antirrhinum kingii
- Antirrhinum leptaleum
- Antirrhinum multiflorum
- Antirrhinum nuttalianum
- Antirrhinum ovatum
- Antirrhinum subcordatum
- Antirrhinum vexillo-calyculatum
- Antirrhinum virga
- Antirrhinum watsonii